# 개별꽃
개별꽃(문화어: 들별꽃)은 학명은 Pseudostellaria heterophylla로 석죽과에 속하는 여러해살이풀이다. 꽃말은 귀여움이다.

## 분포
한국에서는 중부 이남의 숲 속에서 자란다. 중국에서는 장쑤성, 산시성 등 남부 지역에서 자란다.

## 특징
높이는 10-15cm이다. 방수형의 뿌리는 1-2개씩 붙어 있고, 줄기는 1-2개씩 나오며 흰털이 나 있다. 잎은 마주나며 위쪽 잎은 크며, 피침형으로 아래쪽 잎은 좁아져서 잎자루 모양이다. 꽃은 흰색으로 잎겨드랑이에 1송이씩 붙고, 꽃자루의 길이 2-3cm이다. 꽃받침은 5장, 꽃잎은 5장, 길이 6mm이다. 수술은 10개, 꽃밥은 검붉은색, 암술대는 3개이다. 땅 가까운 곳에 폐쇄화가 몇 송이 붙으며 열매는 삭과로 둥근 난형이며 3갈래로 갈라진다. 5월에 개화하여 6-7월에 결실하며 어린잎은 식용하고 성숙한 것은 위장약재로 이용한다 인삼과 비슷한 효능이 있다고 하여 ‘태자삼’이라는 별칭이 있다.

## 같이 보기
- 아답토젠